# 20461 Dioretsa
20461 Dioretsa è un asteroide centauro. Scoperto nel 1999, presenta un'orbita caratterizzata da un semiasse maggiore pari a 23,9209888 UA e da un'eccentricità di 0,8998521, inclinata di 160,42874° rispetto all'eclittica.
Dioretsa è il primo asteroide con orbita retrograda a essere stato individuato; il suo nome è semplicemente la parola inglese asteroid scritta al contrario.
L'asteroide (71728) 2000 HE46, con un'orbita molto simile a quella di 20461 Dioretsa potrebbe essere un suo frammento, staccatosi forse a seguito di un impatto.